# Carreira da Paz sub-23
A Carreira da Paz sub-23 (oficialmente em checo: Grand Prix Priessnitz Spa/Course da Paix U23/Závod Míru U23), é uma carreira profissional de ciclismo de estrada por etapas que se realiza na República Checa.
Foi criada no ano 2013 baixo em nome de Course da Paix U23 (Carreira da Paz sub-23 em português) e em 2014 entrou a fazer parte do UCI Europe Tour como concorrência de categoria 2.2U (última categoria do profissionalismo em carreiras de vários dias, para corredores menores de 23 anos). Em 2015 entrou a fazer parte da Copa das Nações UCI sub-23 baixo a categoria 2.ncup. Em 2017 seu nome mudou ao de Grand Priessnitz Spa (Grande Prêmio Priessnitz Spa), nomeado assim pelo seu patrocinador principal.

## Palmarés
| Ano                          | Vencedor            | Segundo             | Terceiro             |           |
| ---------------------------- | ------------------- | ------------------- | -------------------- | --------- |
| Carreira da Paz sub-23       |                     |                     |                      |           |
| 2013                         | Toms Skujiņš        | Jan Hirt            | Luka Pibernik        |           |
| 2014                         | Samuel Spokes       | Bram Van Broekhoven | Bartosz Warchoł      |           |
| 2015                         | Gregor Mühlberger   | Loïc Vliegen        | Odd Christian Eiking |           |
| 2016                         | David Gaudu         | Tao Geoghegan Hart  | Kilian Frankiny      |           |
| Grande Prêmio Priessnitz Spa |                     |                     |                      |           |
| 2017                         | Bjorg Lambrecht     | Niklas Eg           | Michal Schlegel      |           |
| 2018                         | Tadej Pogačar       | Samuele Battistella | Marc Hirschi         |           |
| 2019                         | Andreas Leknessund  | Stefan Bissegger    | Clément Champoussin  |           |
| 2020                         | cancelado           | cancelado           | cancelado            | cancelado |
| 2021                         | Filippo Zana        | Kristjan Hočevar    | Toon Clynhens        |           |
| 2022                         | Lennert Van Eetvelt | Rudy Porter         | Mathias Vacek        |           |
| 2023                         | Antoine Huby        | Simon Dalby         | Davide De Cassan     |           |
| 2024                         | Brieuc Rolland      | Aaron Dockx         | Léo Bisiaux          |           |

## Palmarés por países
| País      | Vitórias |
| --------- | -------- |
| Austrália | 1        |
| Letônia   | 1        |
| Áustria   | 1        |
| França    | 1        |
| Bélgica   | 1        |
| Eslovênia | 1        |
| Noruega   | 1        |